# Shinkansen

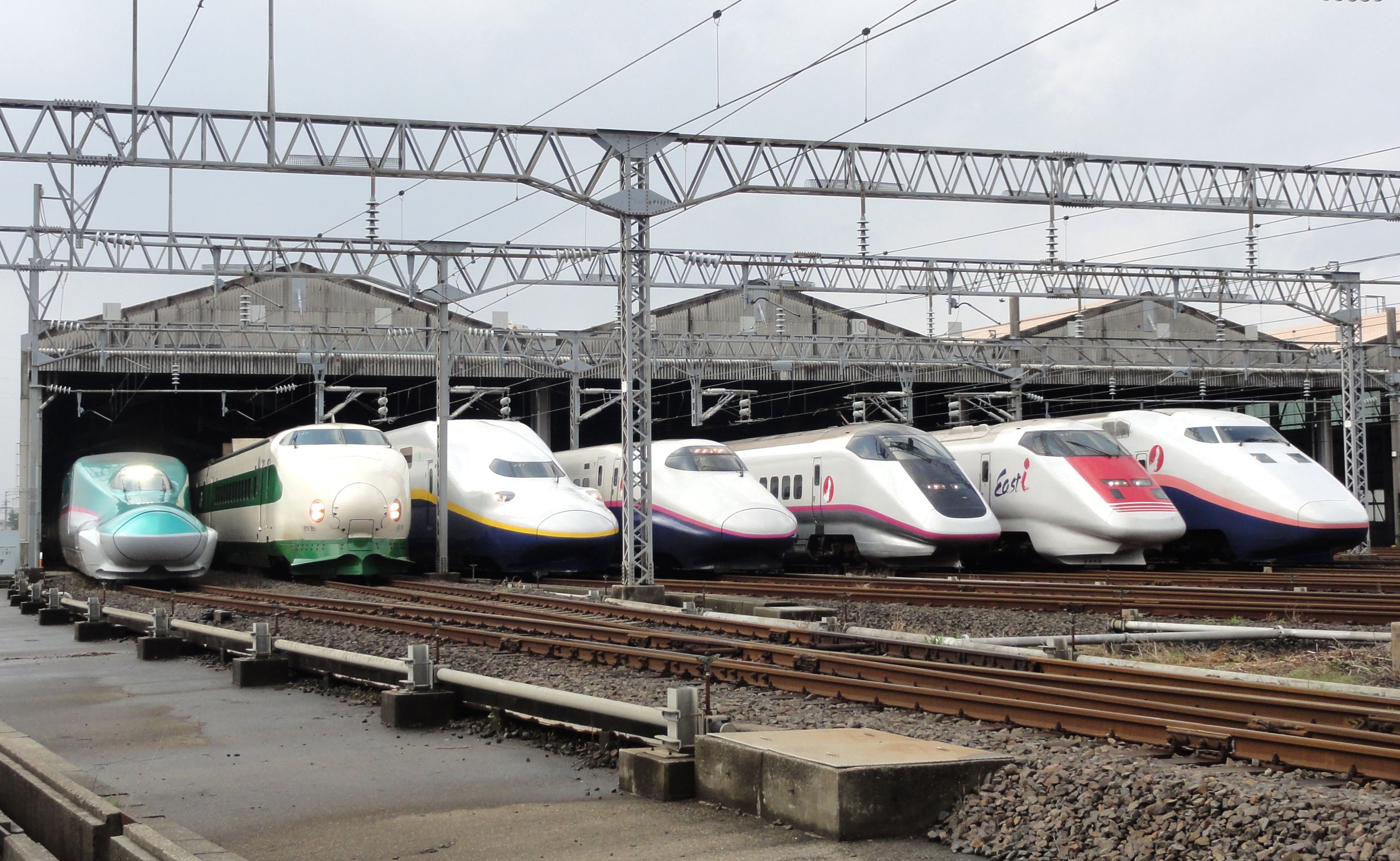
JR East Shinkansen

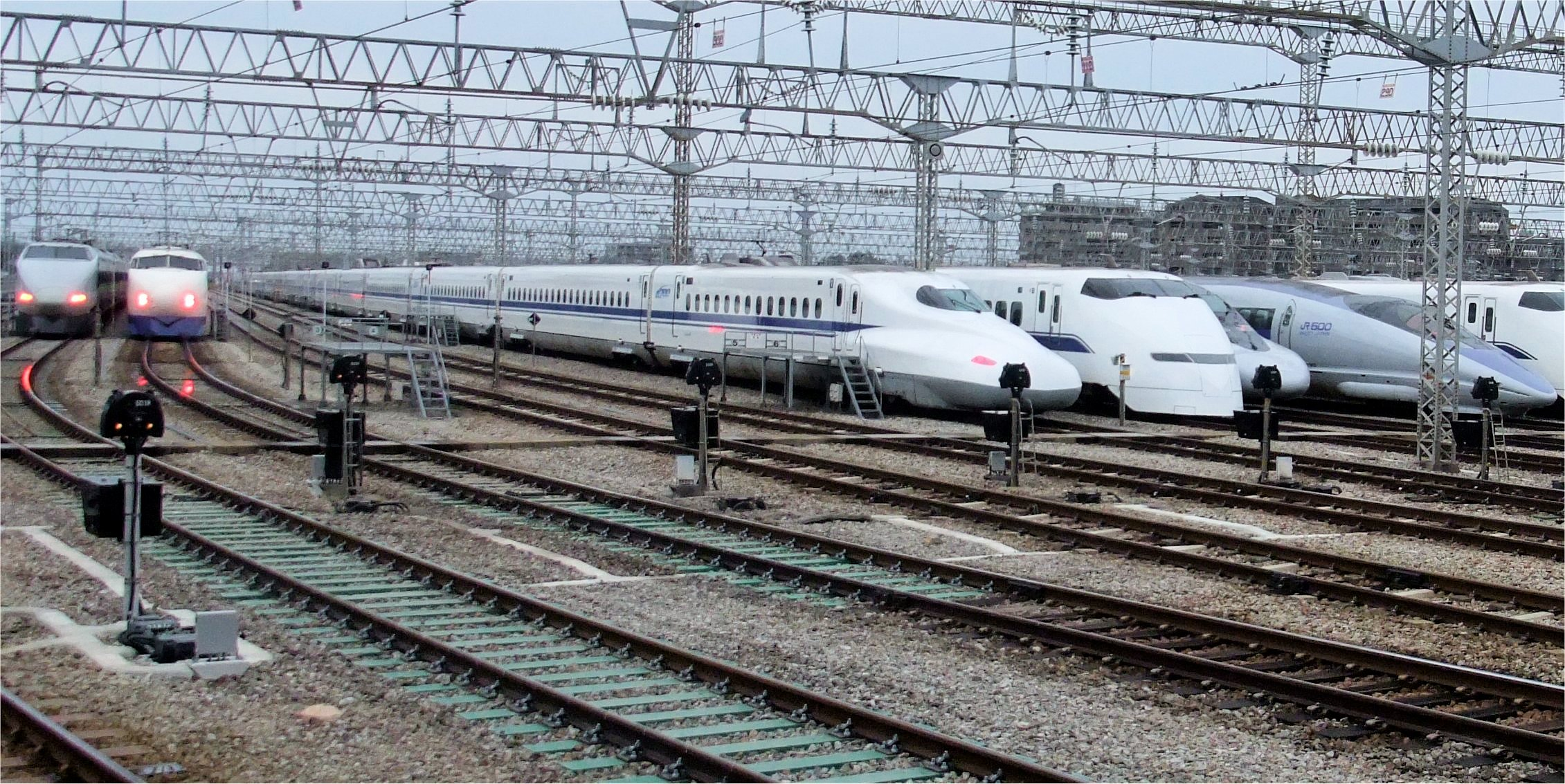
JR West Shinkansen

Shinkansen, (în limba japoneză 新幹線, literal, "Linia noului trunchi"), este un termen folosit pentru o serie de trenuri de mare viteză japoneze ale diferitelor societăți JR. De când Tōkaidō Shinkansen s-a deschis în 1964 cu viteze de 210 km/h, rețeaua (2.459 km) s-a extins pentru a lega toate orașele mari de pe insulele Honshū și Kyūshū la viteze de 320 km/h, într-un mediu predispus la cutremure și uragane. Recordul de viteză pentru acest tip de trenuri a fost de 443 km/h în 1996, iar ulterior în aprilie 2015 recordul a devenit de 603 km/h.
Shinkansen înseamnă "Linia noului trunchi"" și deci se referă doar la linie, nu și la trenuri, care sunt numite oficial "Super Express" (超特急 chō-tokkyū?); totuși, această diferență este rareori făcută în limbajul curent, chiar în Japonia. Shinkansen funcționează pe ecartament normal, iar liniile au lucrări de artă inginerească, așa cum ar fi tuneluri și viaducte.

## Imagini

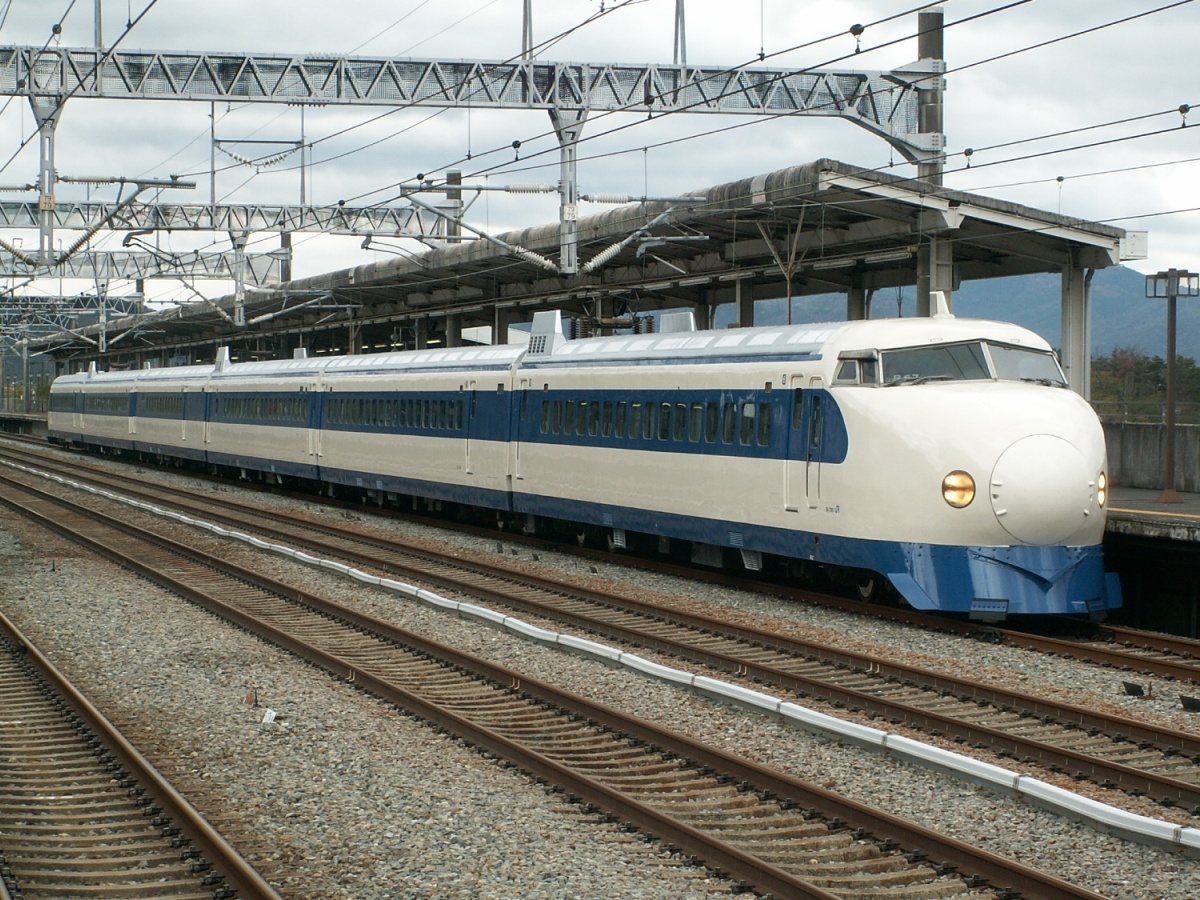
Seria 0
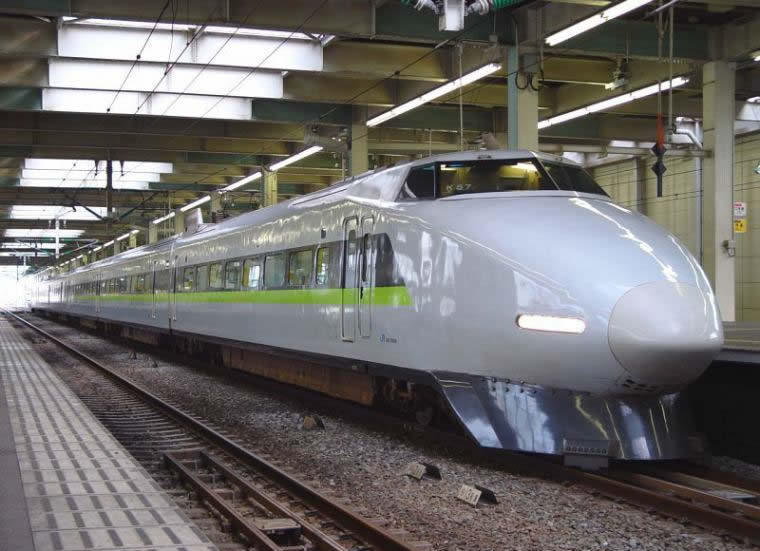
Seria 100
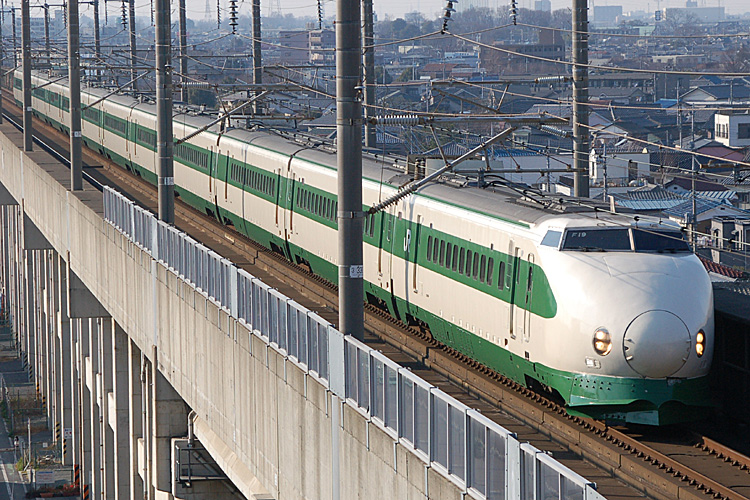
Seria 200
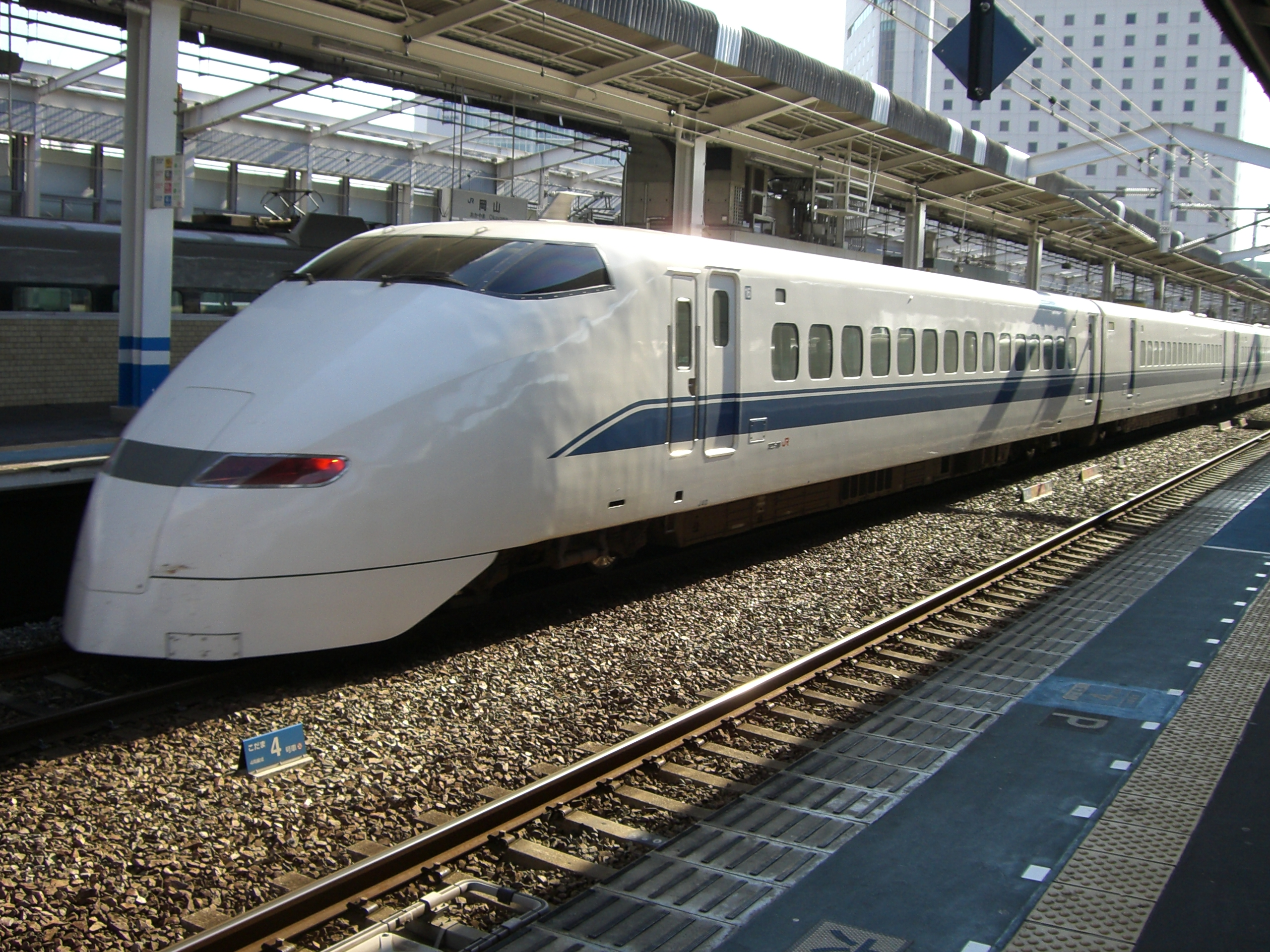
Seria 300
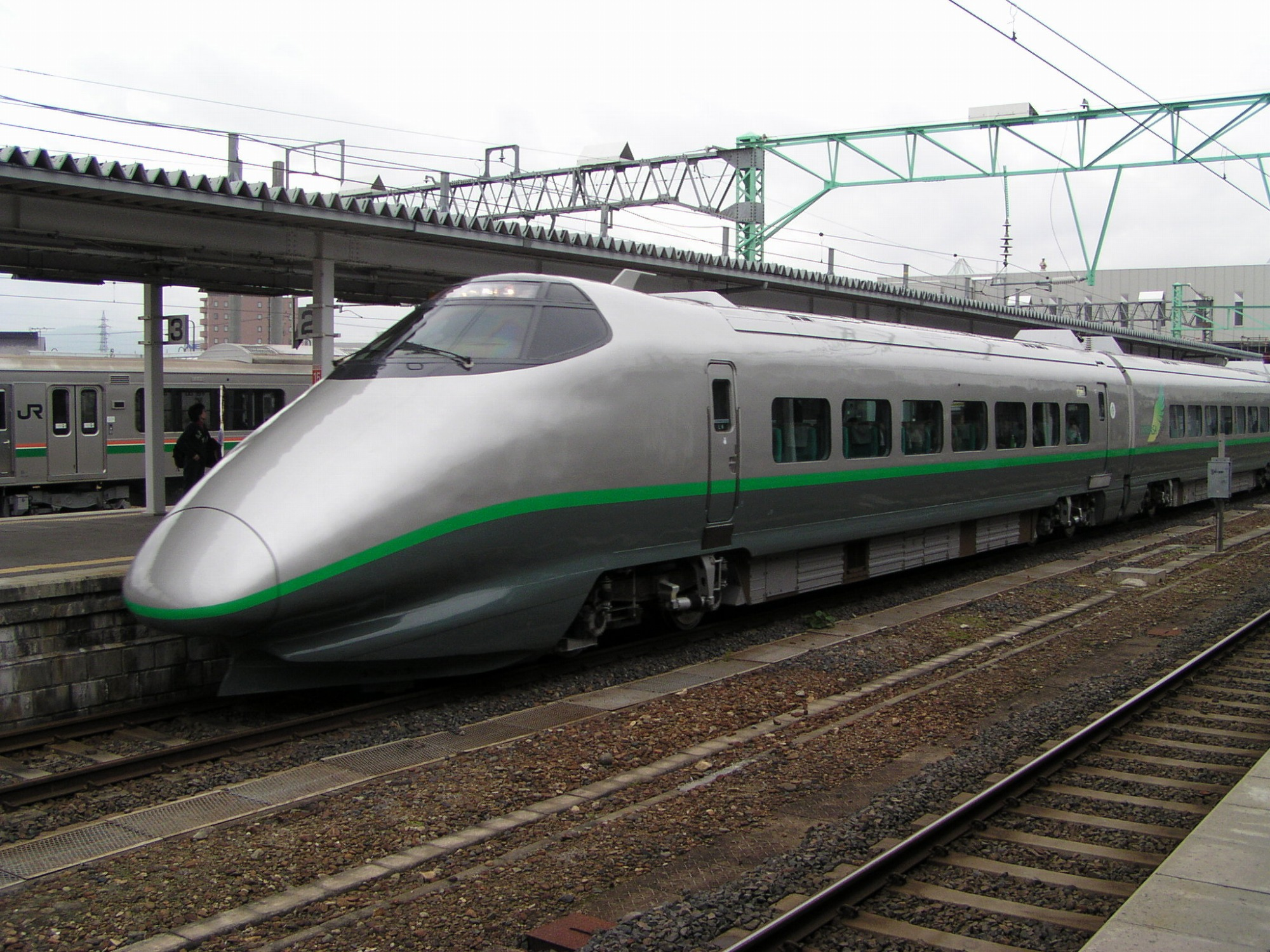
Seria 400
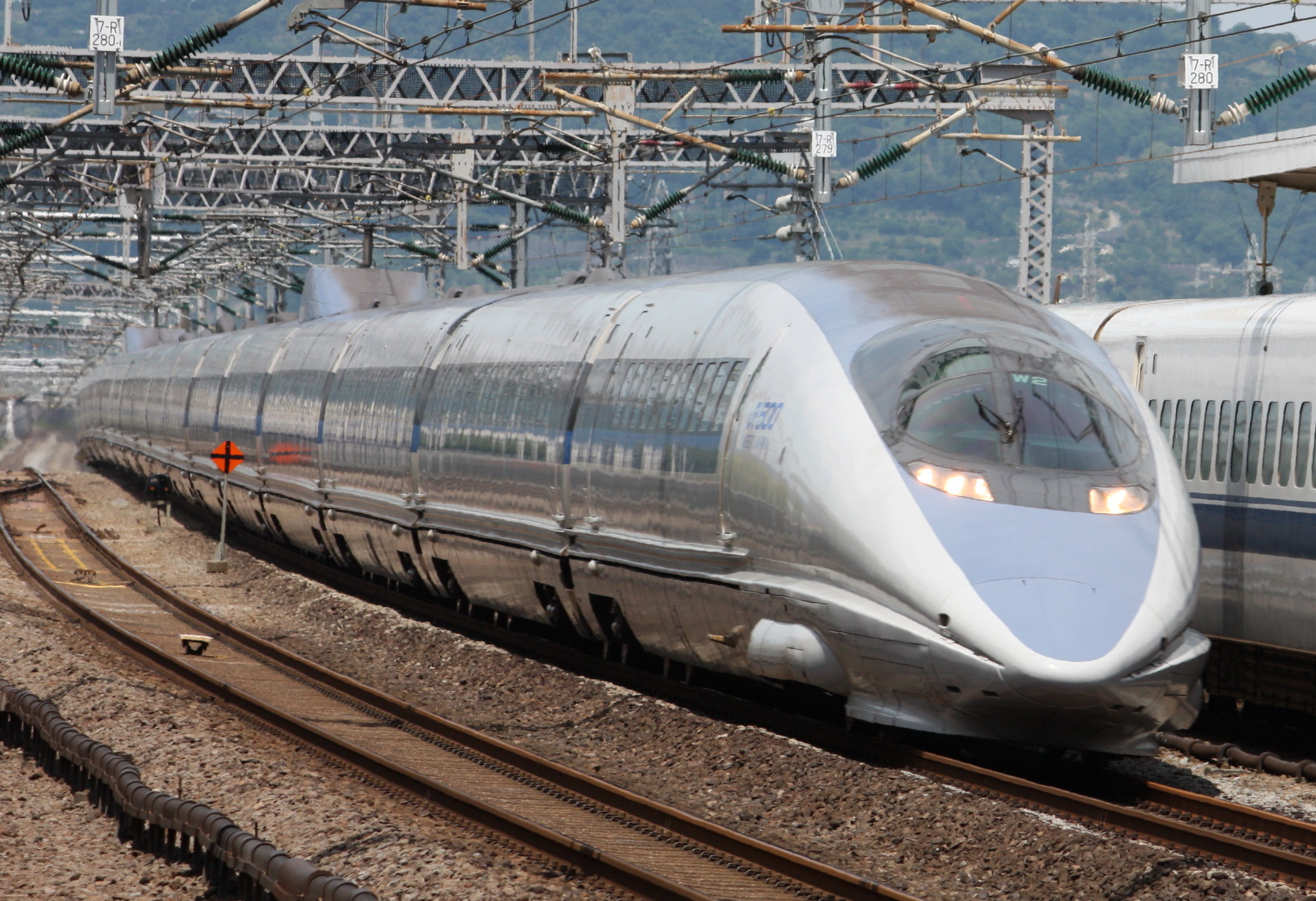
Seria 500
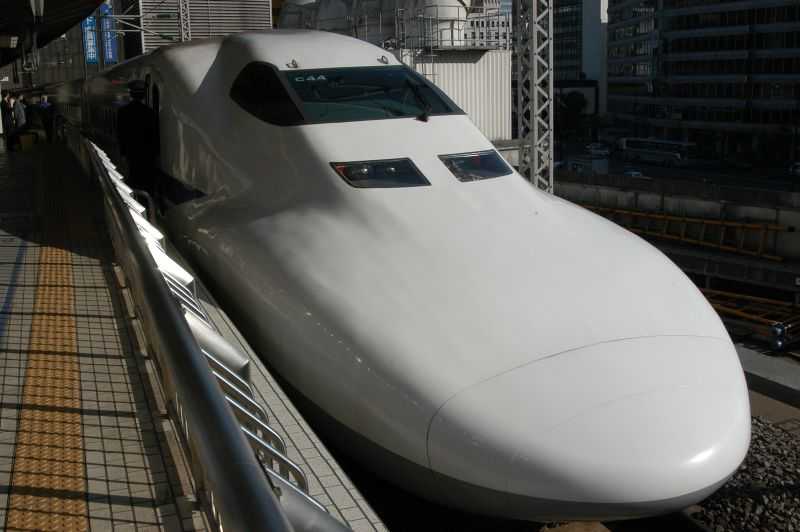
Seria 700
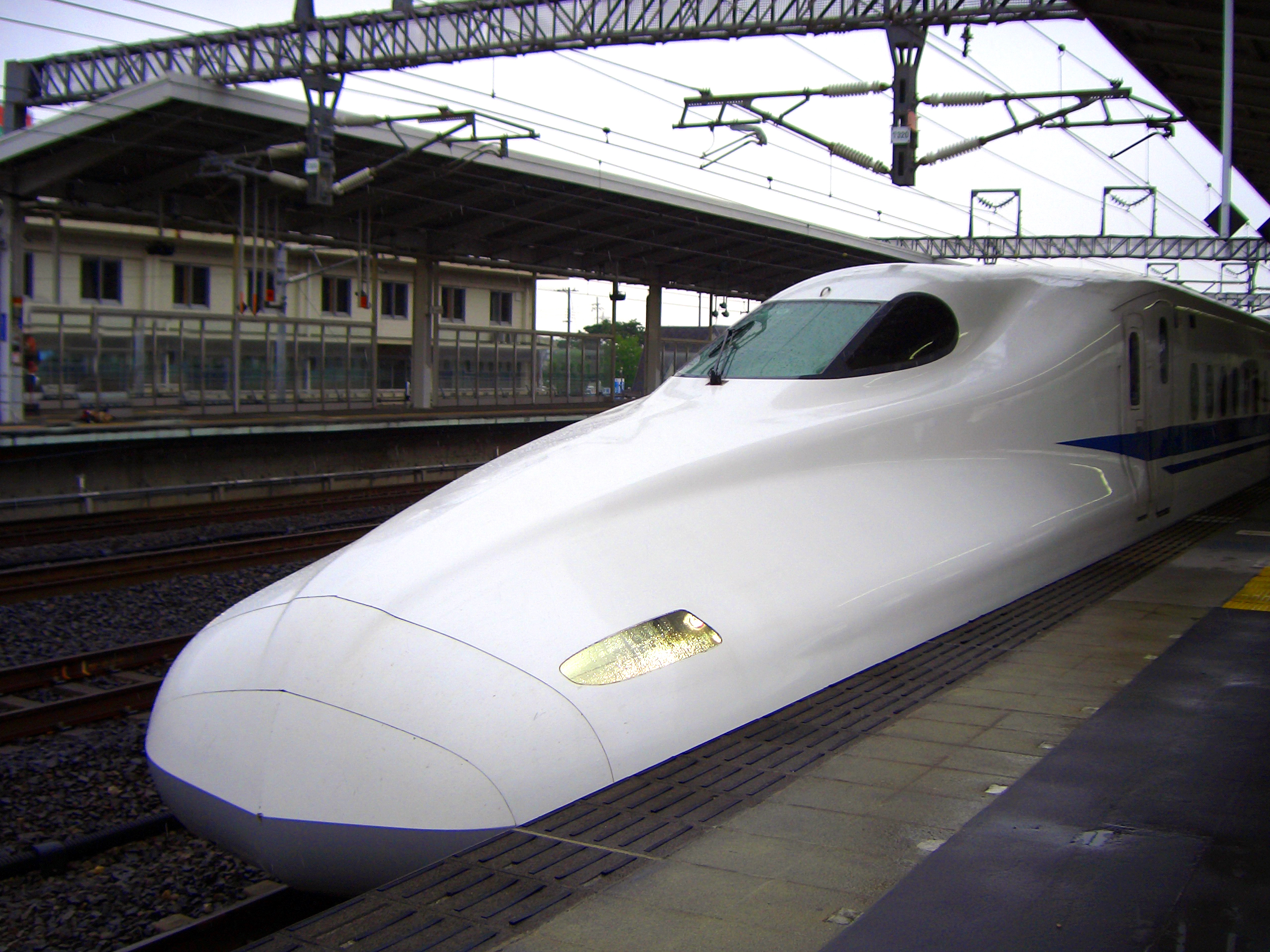
Shinkansen N700
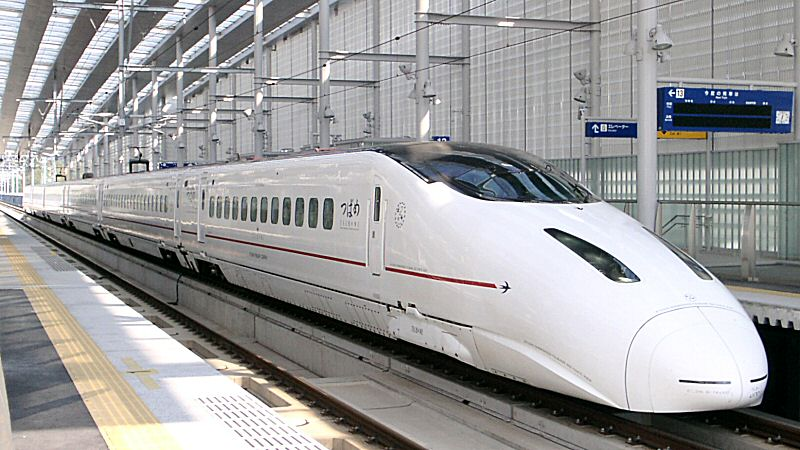
Seria 800
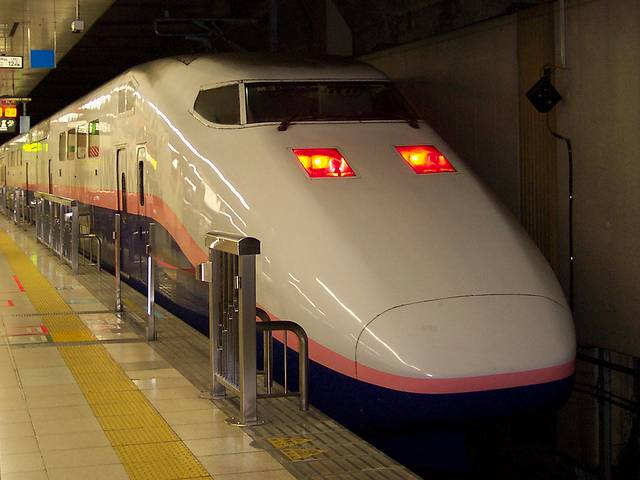
Seria E1
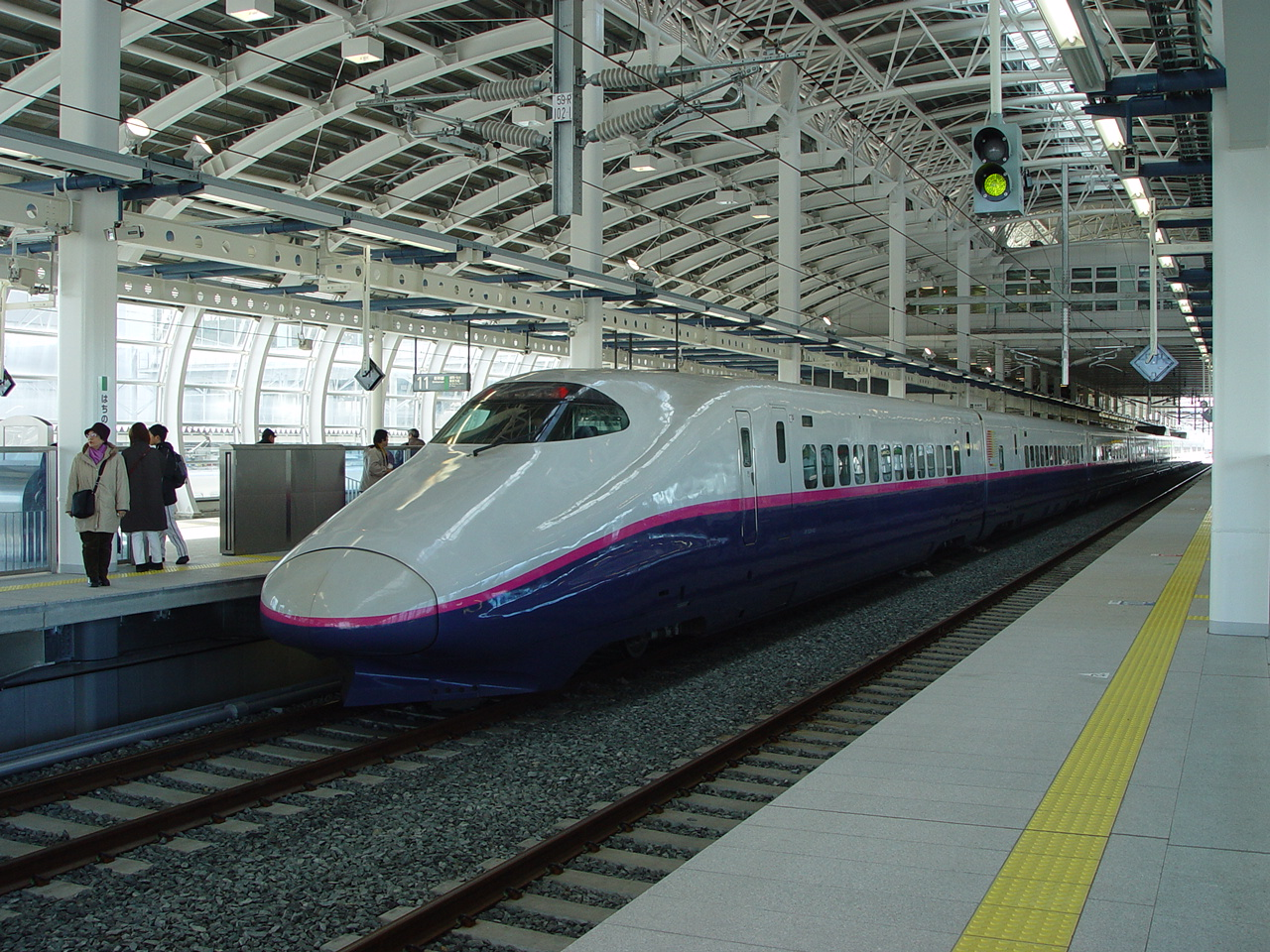
Seria E2
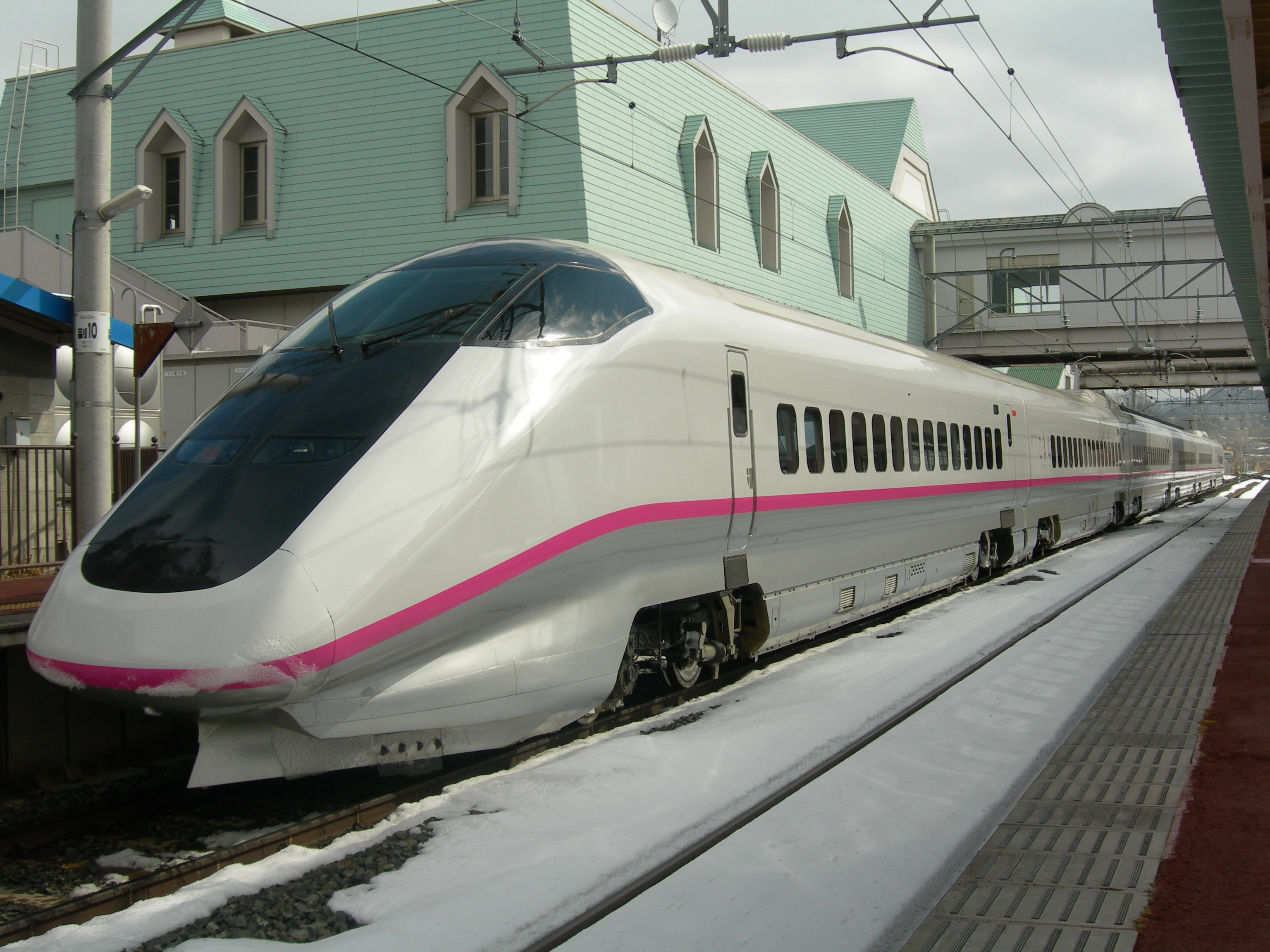
Seria E3
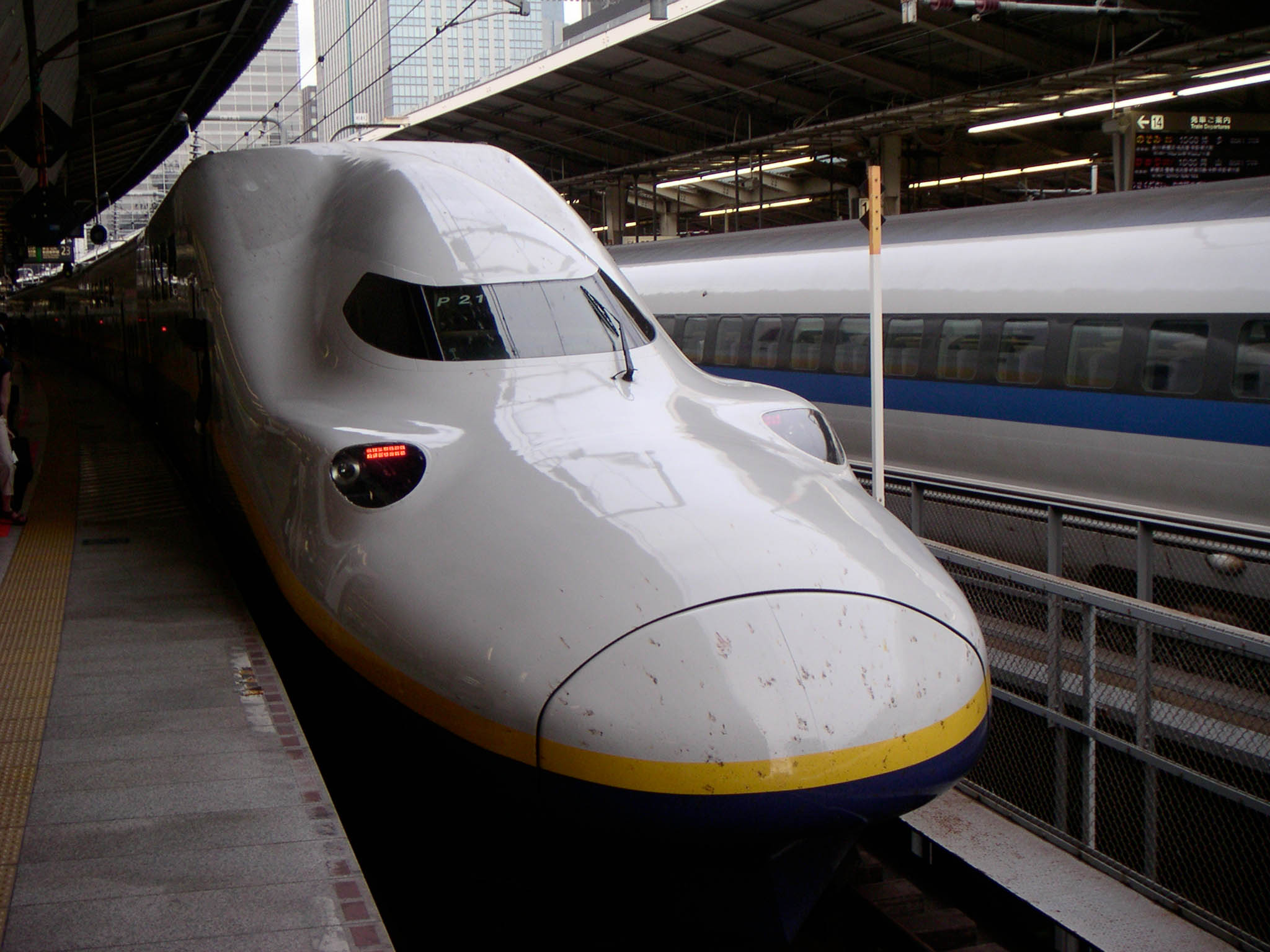
Seria E4
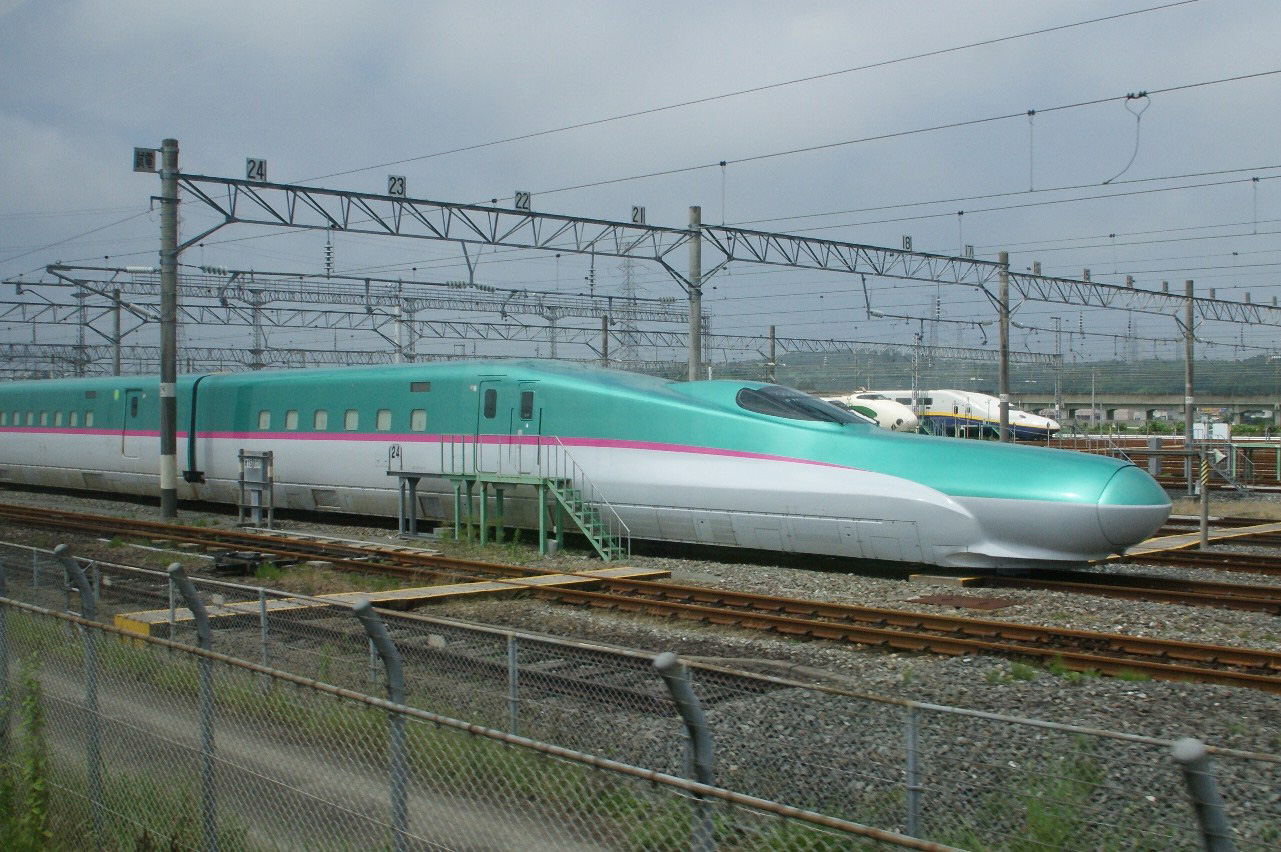
Seria E5
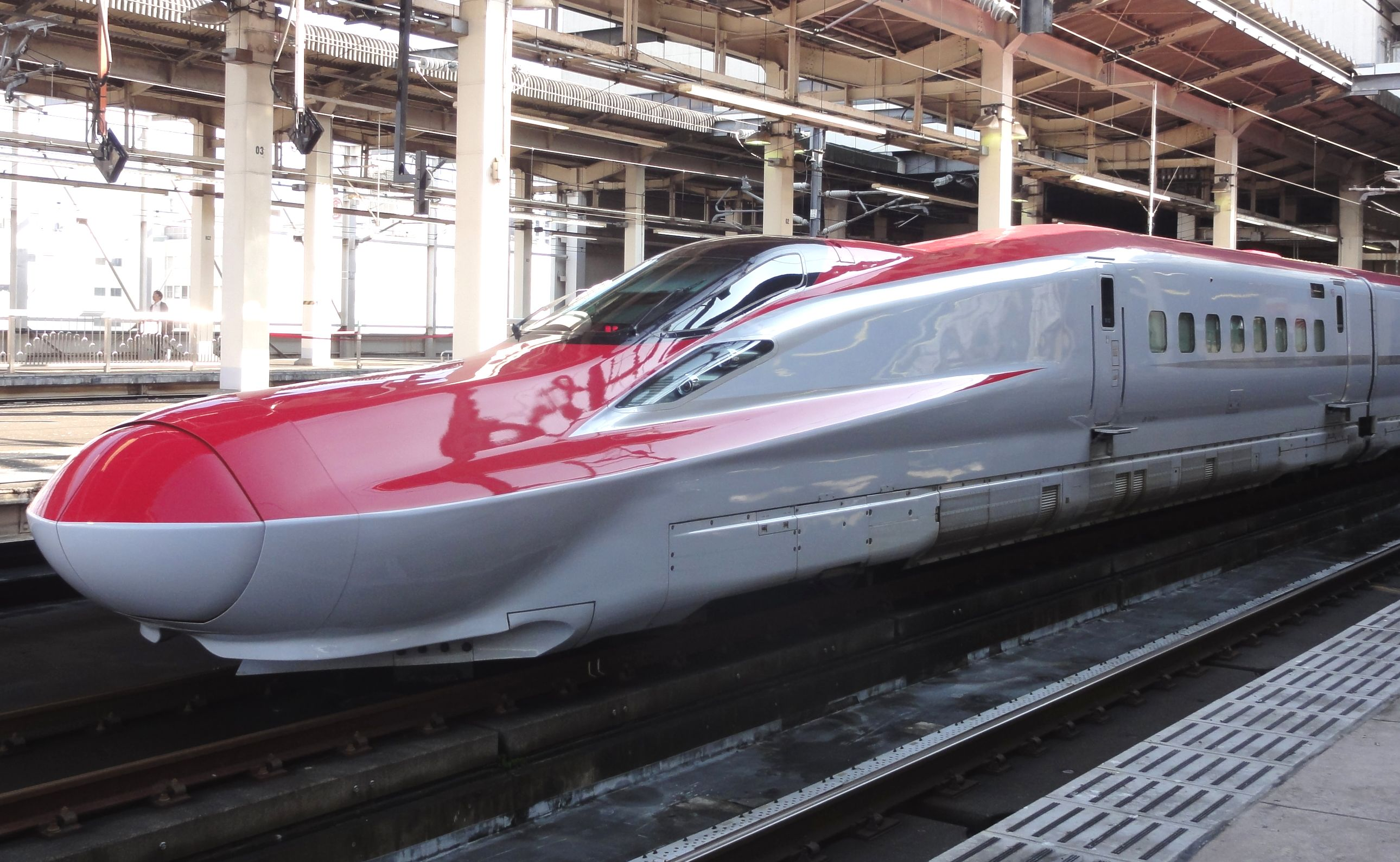
Seria E6
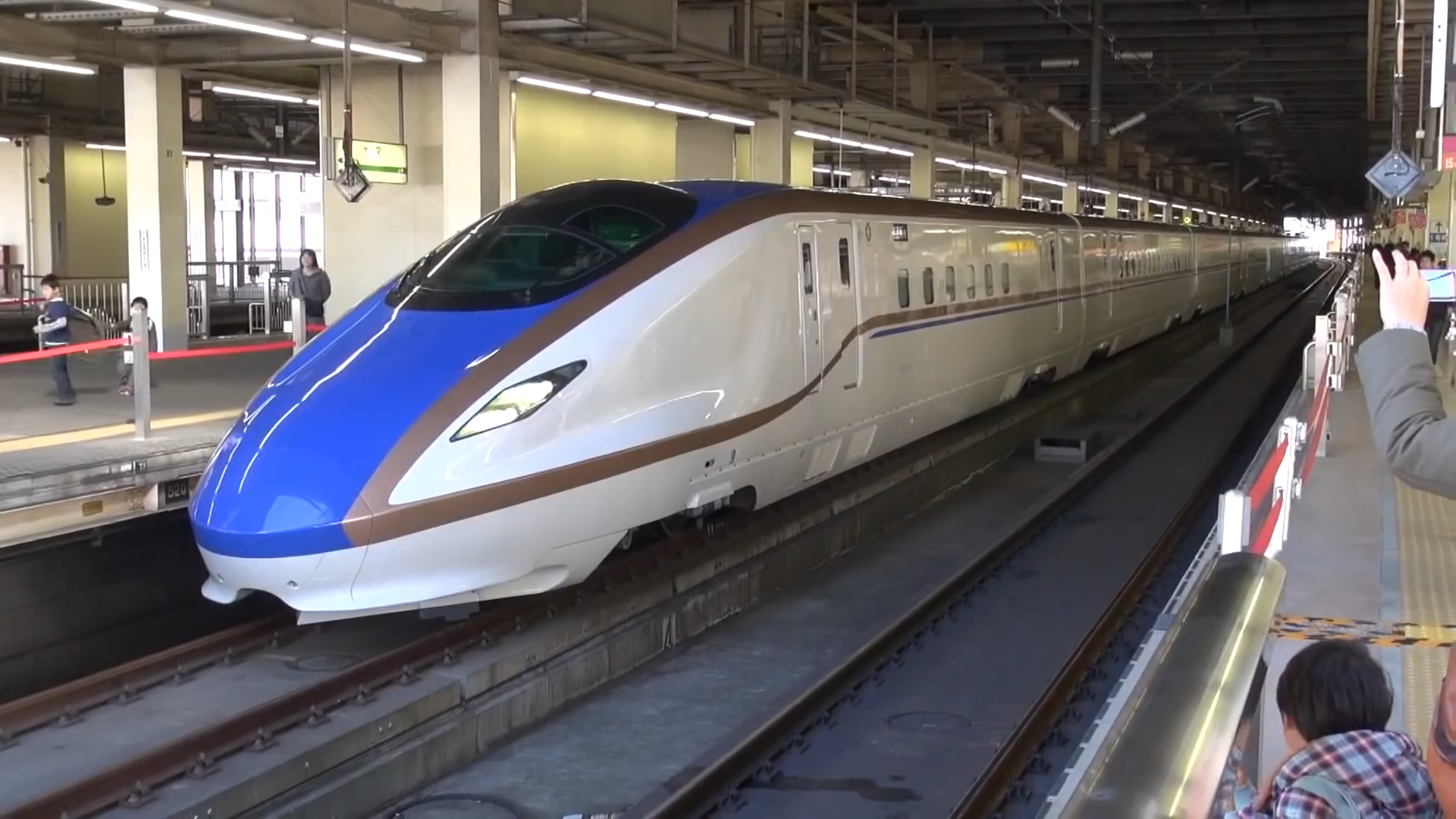
Seria E7
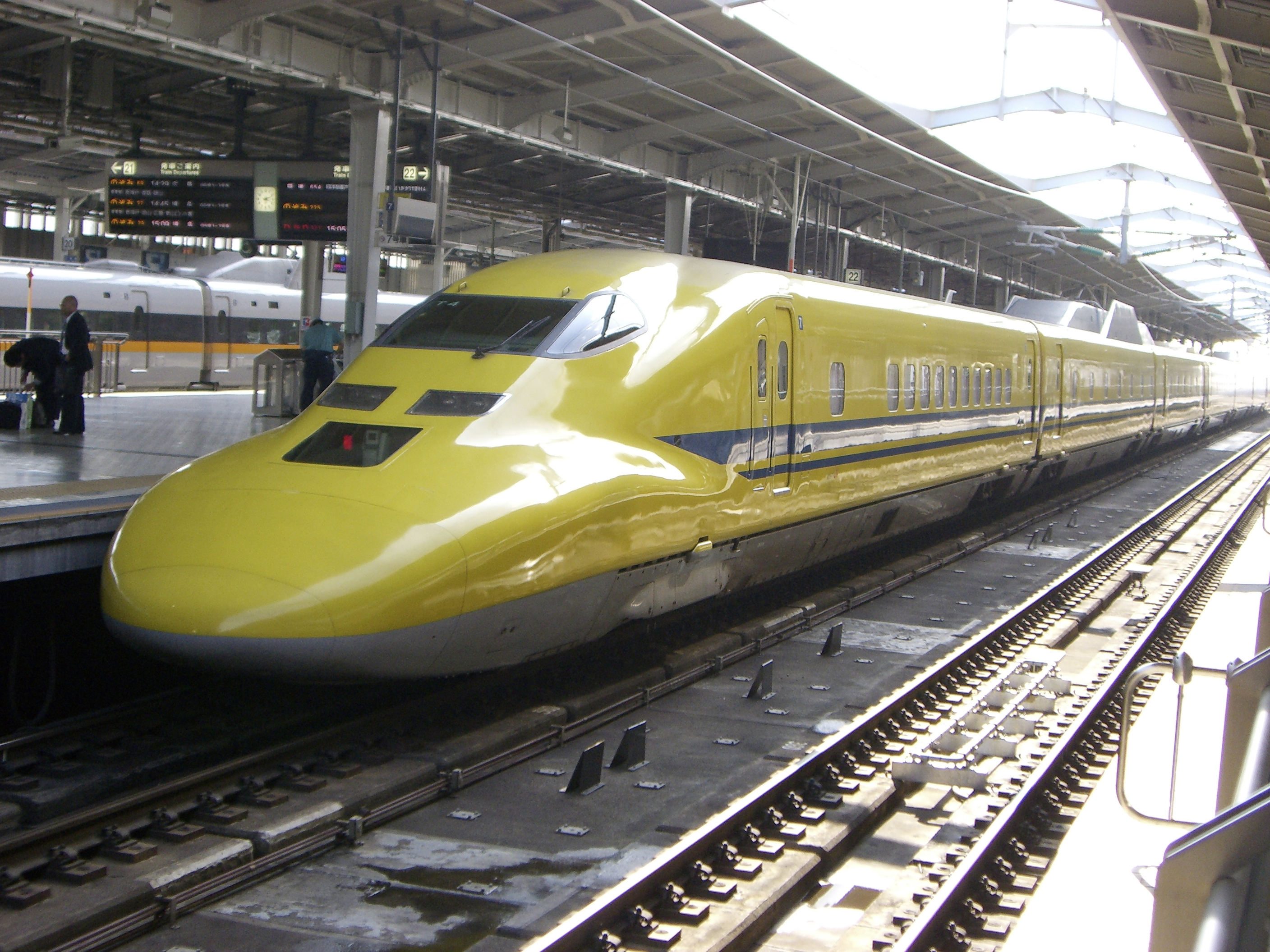
Doctor-Yellow
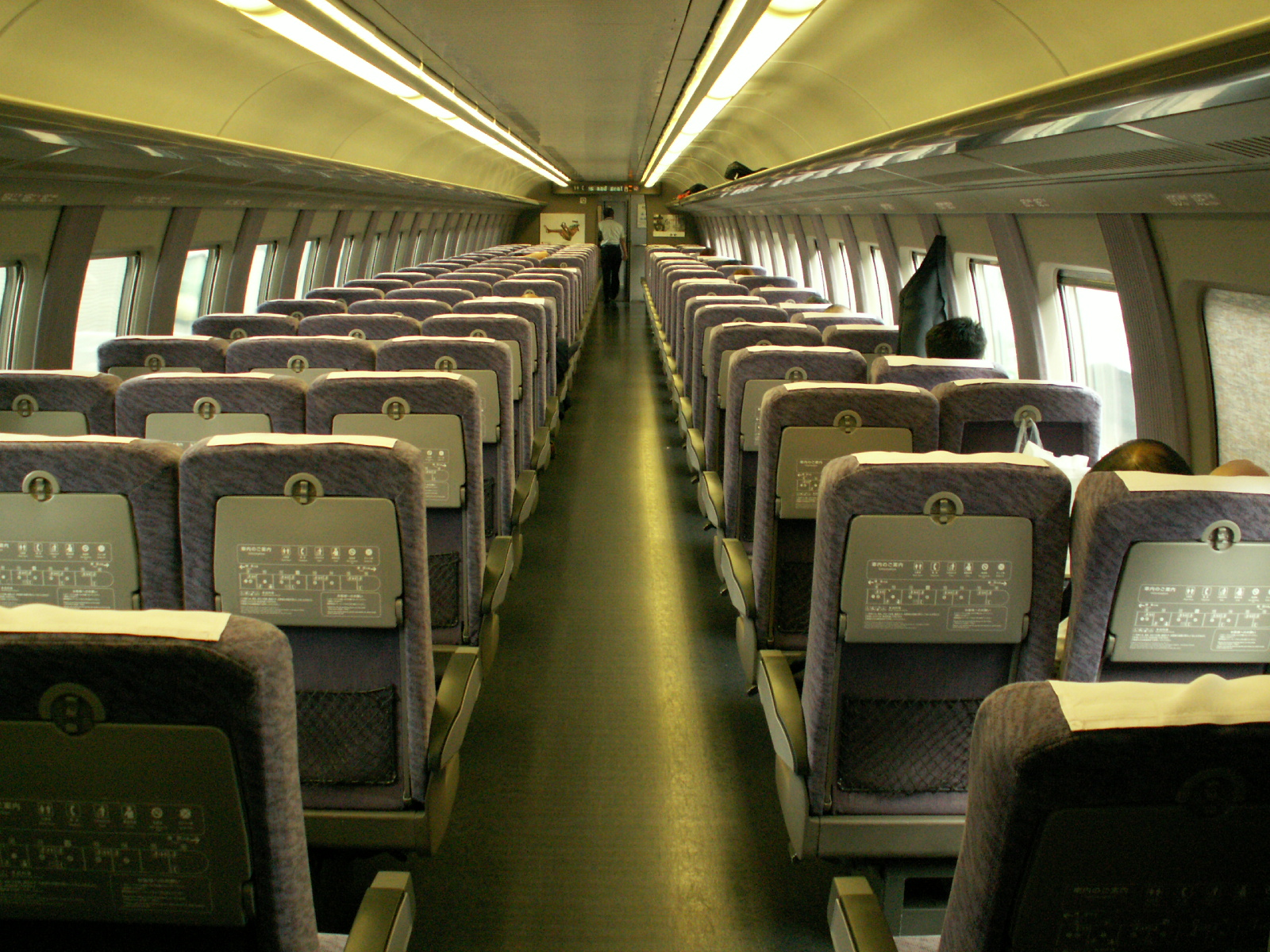
Seria 500
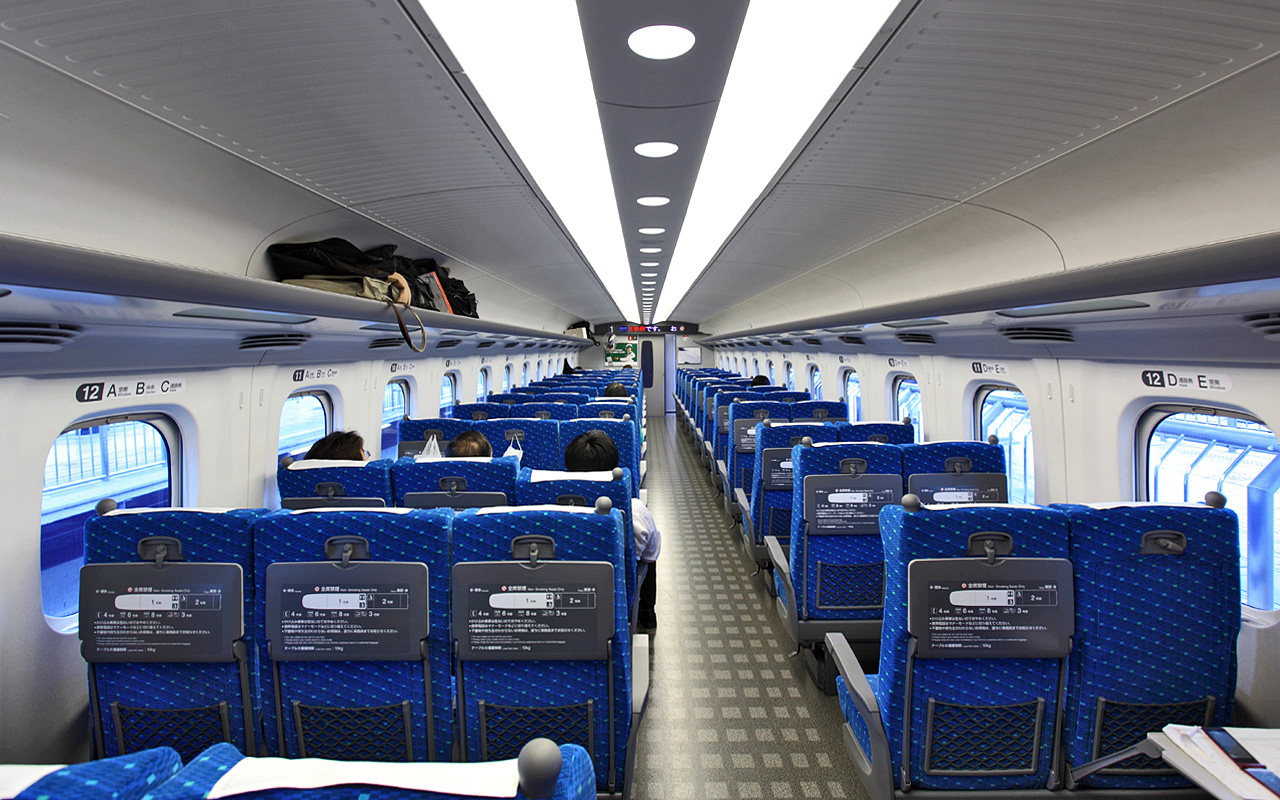
Seria N700
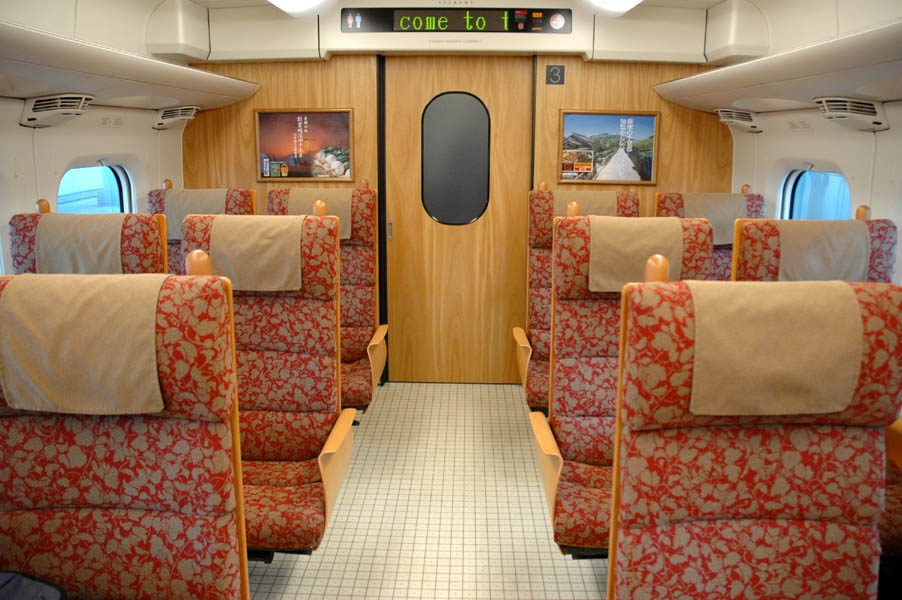
Seria 800
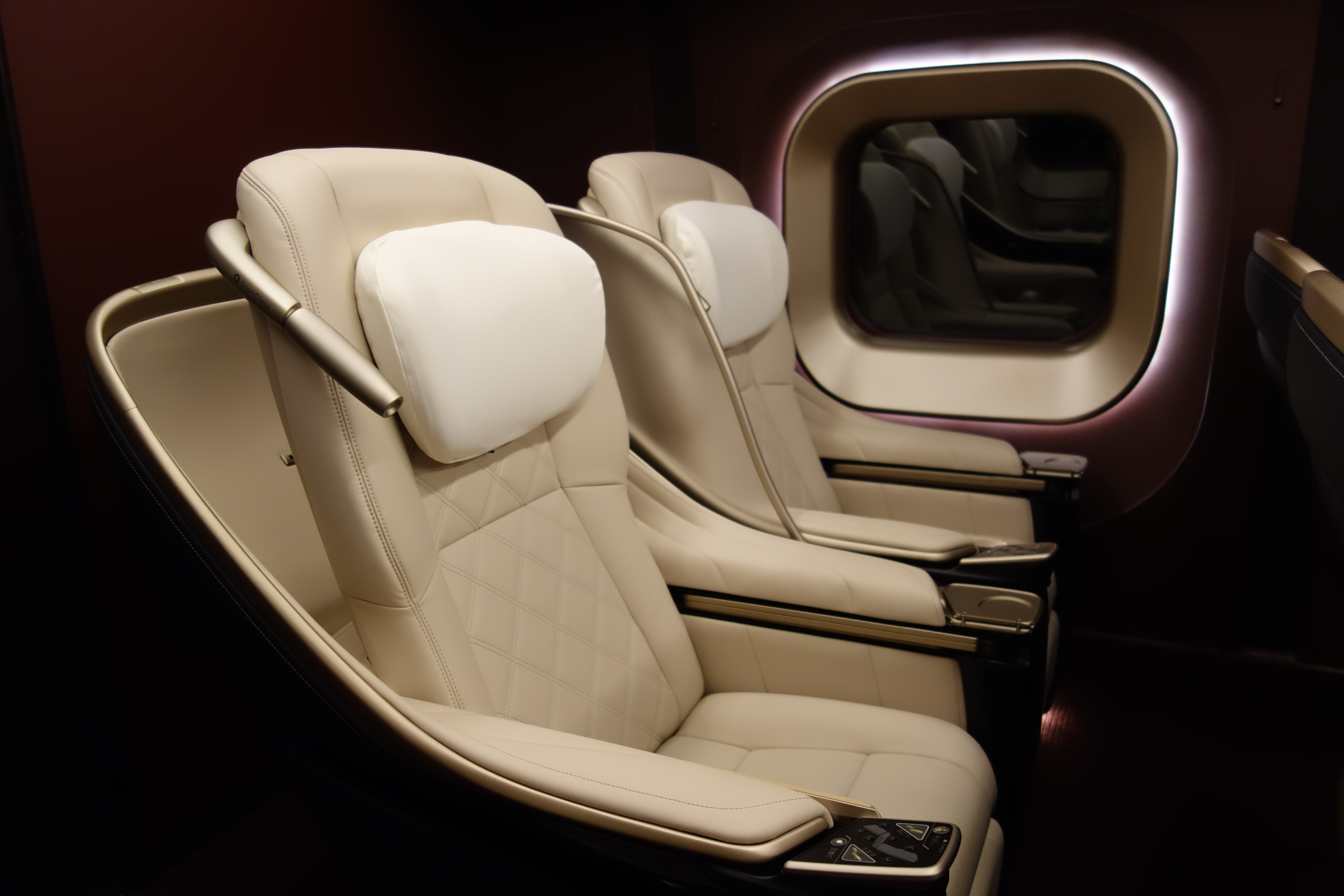
Shinkansen Seria E7 Gran Class